# Сьвінець (Великопольське воєводство)
Сьвінець (пол. Świniec, нім. Schweinern) — село в Польщі, у гміні Кшивінь Косцянського повіту Великопольського воєводства.
Населення — 244 особи (2011).
У 1975-1998 роках село належало до Лешненського воєводства.

## Демографія
Демографічна структура станом на 31 березня 2011 року:
|          | Загалом | Допрацездатний вік | Працездатний вік | Постпрацездатний вік |
| -------- | ------- | ------------------ | ---------------- | -------------------- |
| Чоловіки | 130     | 28                 | 89               | 13                   |
| Жінки    | 114     | 21                 | 70               | 23                   |
| Разом    | 244     | 49                 | 159              | 36                   |